# موسیقی در اردن
موسیقی بومی اردن سابقه ای طولانی دارد. آوازهای «زجل» روستایی، با شعرهای بداهه نواخته شده با یک گروه مجوز (نوعی ساز)، طبل، ارغول، عود، رباب و گروه نی همراه است. با انتقال موسیقی فرهنگی قدیمی به آهنگ‌های پاپ مشهور که در سراسر جهان شناخته شده‌است اخیراً، اردن شاهد ظهور چندین دی جی برجسته است.

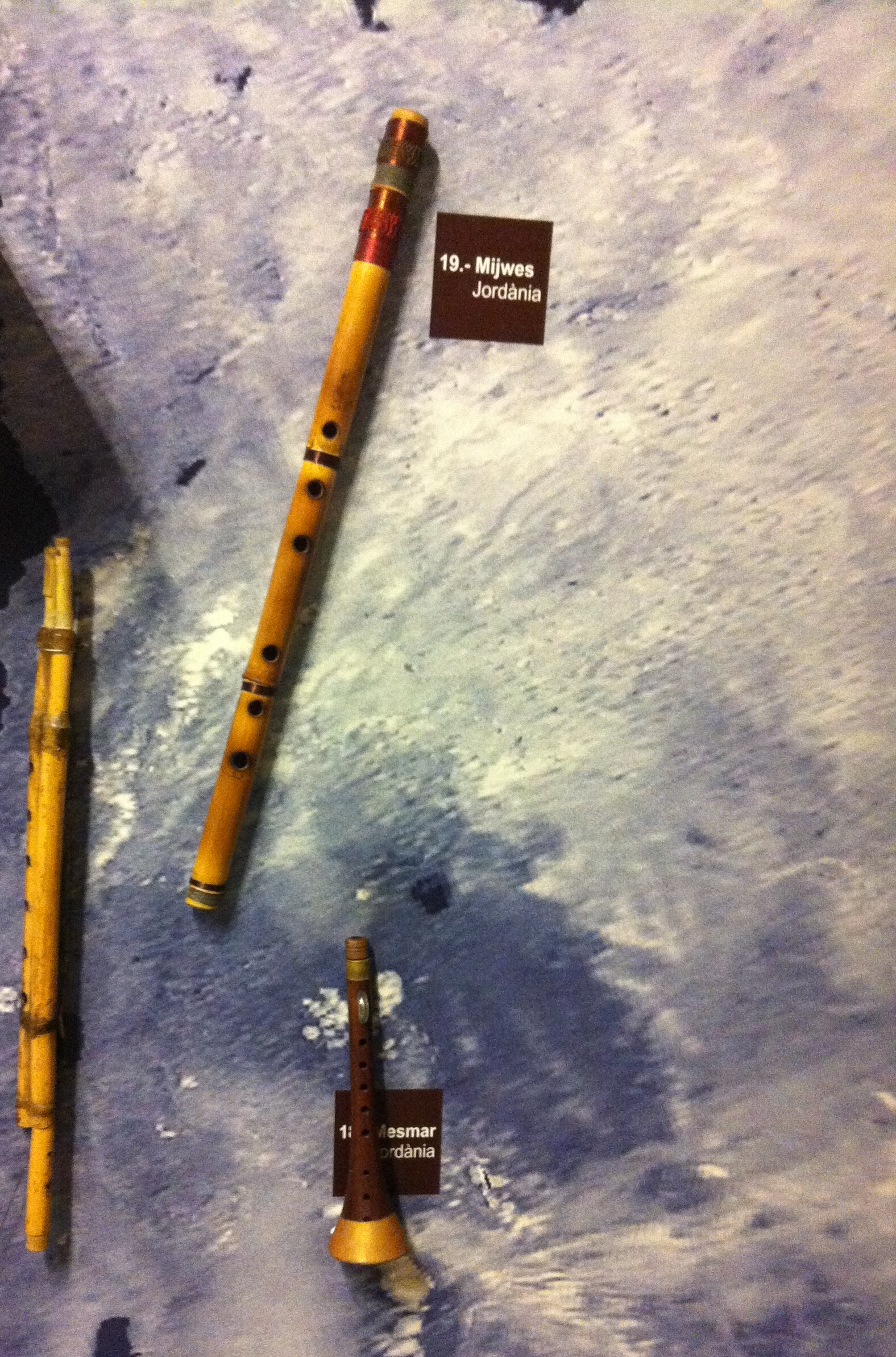
شبابا، مجوز و یارقول

## موسیقی همه‌پسند

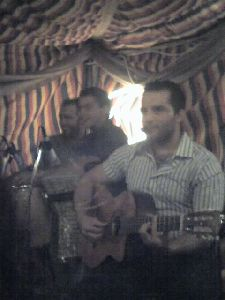
هانی میتواسی

به‌طور کلی دو نوع موسیقی اردنی وجود دارد که هریک از بستر منحصر به فرد و آهنگ‌های متنوعی برخوردار هستند: آوازهای شاد / سرگرم‌کننده و آوازهای میهن پرستانه. با گذشت سالیان، خوانندگان و آهنگسازان محبوبی شناخته شده‌اند.
موسیقی اردن از این روی که از موسیقی بادیه‌نشین‌های شبه جزیره عربستان برداشته شده، بستر جذابی است. این موسیقی پر از تنوع و گوناگونی عنصرها است که یک بستر منحصر به فرد ایجاد می‌کند. گروه‌های موسیقی و هنرمندان اردنی ترکیبی از موسیقی پاپ الکترونیکی عرب و غرب را به صحنه جهانی وارد می‌کنند. در دهه‌های گذشته هنرمندانی مانند عمر آل عبداللات، دیانا کارازون و دیگران مخاطبان گسترده پیدا کردند. در میانه سال ۲۰۰۰ گروه‌های موسیقی مستقل مانند جدل، گروه اتواسترید و دیگران ظهور کردند و موفقیت خوبی در میان جوانان در اردن پیدا کردند. نوازنده و آهنگساز سامیر بغدادی، خواننده بادیه نشین عمر العبدالله (برای سرود ملی "هاشمی، هاشمی" برجسته است)، دیانا کارازون (برنده نسخه عربی پاپ آیدول)، تونی قطان و خواننده هانی میتواسی (برنده جوایز جردن ۲۰۱۰) شاید بزرگترین ستاره‌های اردن باشند. از دیگر نوازندگان مشهور اردنی می‌توان به قمر بادوان، برنده جایزه طلایی جشنواره ۲۰۰۰ قاهره، هانی ناصر نوازنده سازهای کوبه ای و خالد اسد پیانونواز و آهنگساز اشاره کرد.
گروه نیوایج به نام «روم» از آغاز پایگیری در سال ۱۹۹۸ محبوبیت منطقه ای و جهانی پیدا کرده‌است. روم موفق‌ترین گروه موسیقی اردن محسوب می‌شود و طیف گسترده‌ای از طرفداران را از سراسر جهان به دست آورده‌است. روم در تونس، مراکش، سوریه، فلسطین، ترکیه، قزاقستان، فرانسه، هلند، آلمان، ایتالیا و ایالات متحده کنسرت اجرا کرده‌است. یک عامل بسیار مهم که به موفقیت چشمگیر گروه روم کمک کرد این واقعیت است که این گروه آهنگ‌های اصلی طارق الناصر (آهنگساز، بنیانگذار و رهبر گروه) را اجرا می‌کند که بسیاری از آنها برای سریال‌های تلویزیونی عربی ساخته شده‌اند که محبوبیت زیادی در جهان عرب پیدا کردند. گروه روم در بسیاری از رویدادهای جهانی از جمله در مرکز هنرهای نمایشی جان اف کندی در واشینگتن دی سی به عنوان نماینده «موسیقی آرابسک» اجرا داشته است.
در امان، پایتخت اردن، در دو دهه گذشته جنبش موسیقی آلترناتیو وجود داشته‌است. گروه‌های موسیقی راک که تأثیرات غربی و شرقی را در هم می‌آمیزند محبوبیت بیشتری پیدا می‌کنند.
هیپ هاپ عربی و هنرمندان رپ عربی در اردن پویا هستند. این هنرمندان شامل نام‌هایی مانند El Far3i , Amer Al Taher , U-Seff Qasrawi , Khotta Ba , Torabyeh , Arab Mc's و Al Hevy هستند.
اردن همچنین دارای موسیقی زیرزمینی هوی متال مانند گروه تایرنت ترونز (متال)، رلیکز و مارتیرز (ترش / دث متال)، چلیس آف دوم (دوم / دث متال)، Bilocate (عذاب / دث متال)، Esodic (ترش) و Ajdath که در حال حاضر در لهستان اقامت دارند، است. گروه‌های دیگر مانند آگوری (بلک متال) و دارک ساید (Doom / death metal) به دلیل عدم پشتیبانی یا ترک اعضای گروه مجبور به توقف شدند.
ایستگاه رادیویی غربی اردن، Play 99.6، برای شناسناندن هنرمندان نوی بومی، از جمله بسیاری از خوانندگان پاپ غربی مانند هومام عماری، آلا ایوب و ولید کارادشه، تلاش می‌کند. تعداد موسیقی دانان و آهنگسازان زن با ملیت اردنی در حال افزایش است. برخی از آنها عبارتند از: غیا روشیدات ، هانا ملهاس ، روبا صقر، سحر خلیفه ، سواد لاکیچیچ بوشناق و زینا آذوقه.
صحنه پر رونق ایندی راک به لطف هنرمندانی چون کیس خوری، ابراهیم باقیلی، هانی میتواسی و یوسف کوار و همچنین گروه کابوهای اردنی، پدید آمد. سبک قابل توجه دیگر در اردن هیپ هاپ است که از طریق دی‌جی شدیا از طریق برنامه رادیویی منطقه‌ای 5 The Element Element، شناسانده شد.
در دوره اخیر، صحنه موسیقی الکترونیک اردن در میان جوانان اردنی به سرعت در حال فراگیر شدن است و موسیقی هاوس به یکی از اصلی‌ترین انتخاب‌ها در میان حوانان تبدیل شده‌است. در بسیاری از شب‌نشینی‌های سرگرمی و تجمعات زیرزمینی تکنو پخش می‌شود و موسیقی الکترونیکی در حال حاضر در بین سبک‌های موسیقی پیشتاز است.